# Koszary w Szprotawie

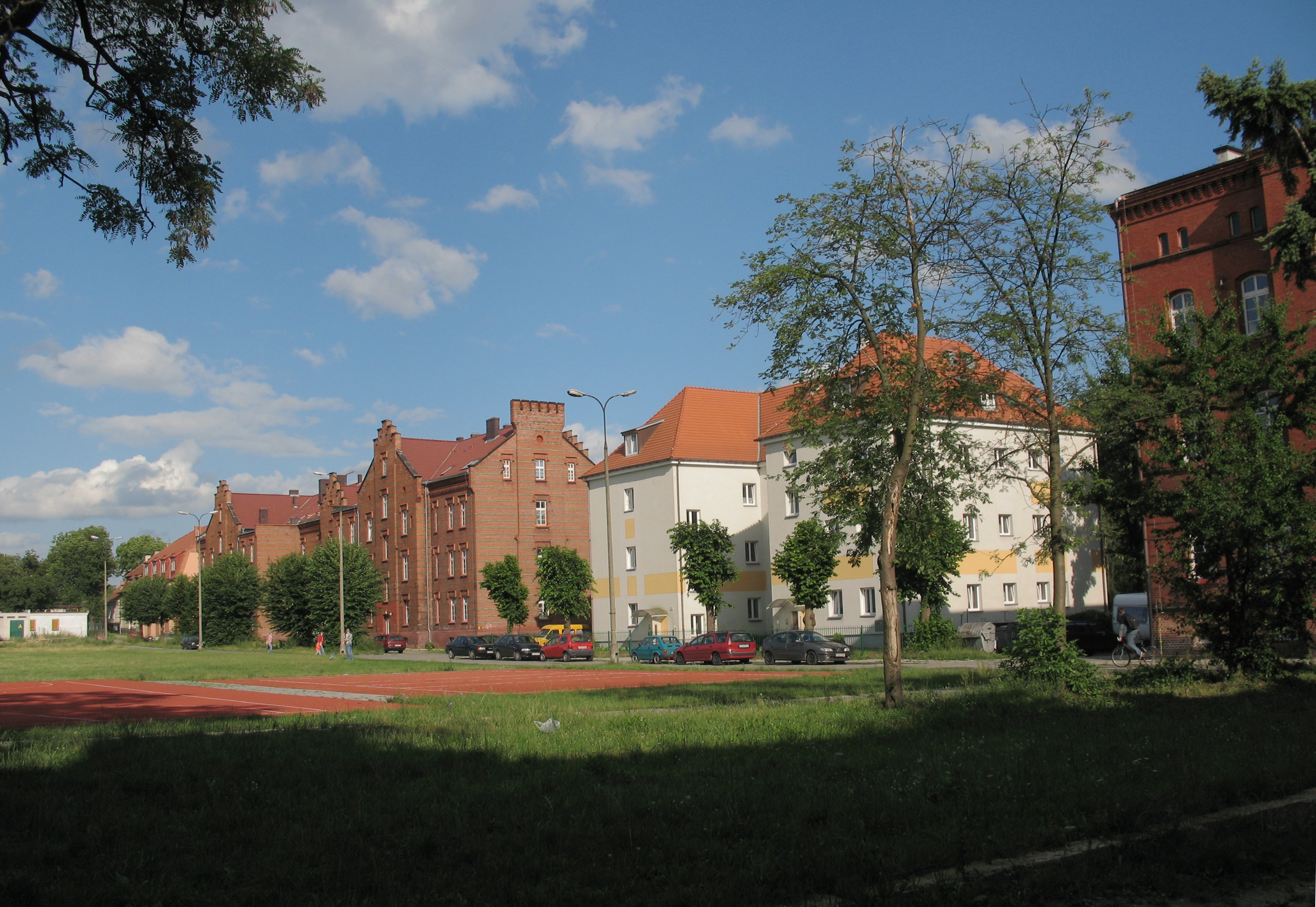
Osiedle powstałe na terenie koszar

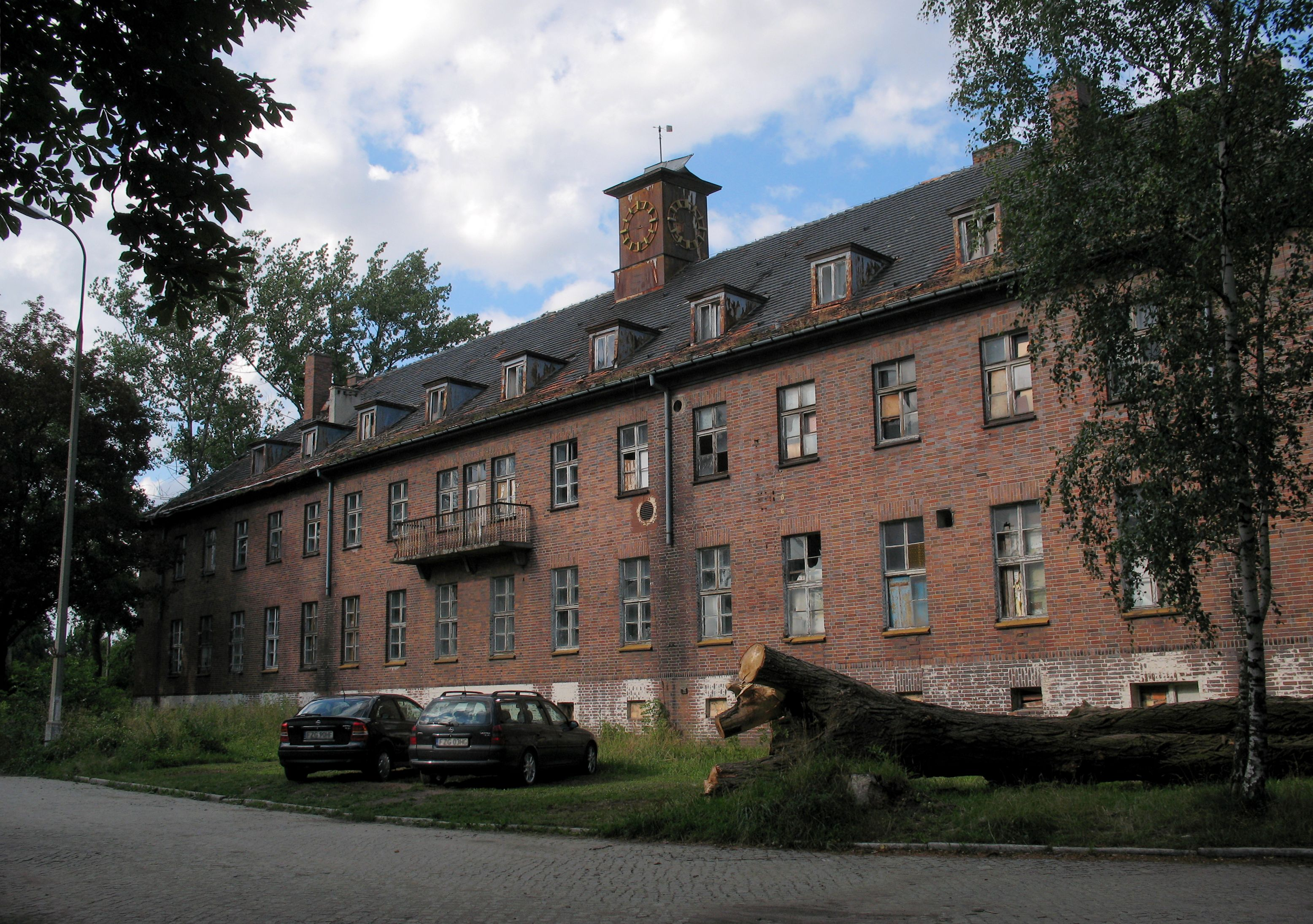
Jeden z pokoszarowych budynków w roku 2007

Koszary w Szprotawie, zlokalizowane na północny zachód od centrum miasta Szprotawa, pomiędzy ulicami: Koszarowa, Kopernika, Słowackiego (kasyno oficerskie), Podgórna.
Zbudowane w 1871, rozbudowane w 1875 (lazaret), 1891-92 i w połowie lat 30. XX wieku.
Od 1899 roku kwaterowały w nich 1. oraz 2. batalion 5. Pułku Artylerii Polowej im. von Podbielskiego (1 Dolnośląskiego) – 1. und 2. Abteilung des Feldartillerie-Regiment von Podbielski (1. Niederschlesisches) Nr. 5.
Od 1945 do 1992 w koszarach szprotawskich stacjonowały jednostki Armii Radzieckiej. Po wycofaniu PGW AR z terenu Polski zespół budynków koszarowych został zaadaptowany na obiekty cywilne, m.in. szkołę, cerkiew greckokatolicką, budynki mieszkalne, budynki na działalność gospodarczą. W pobliskim schronie przeciwatomowym urządzono dyskotekę. Niektóre budynki zespołu są wpisane do ewidencji zabytków.

## Schron dowodzenia

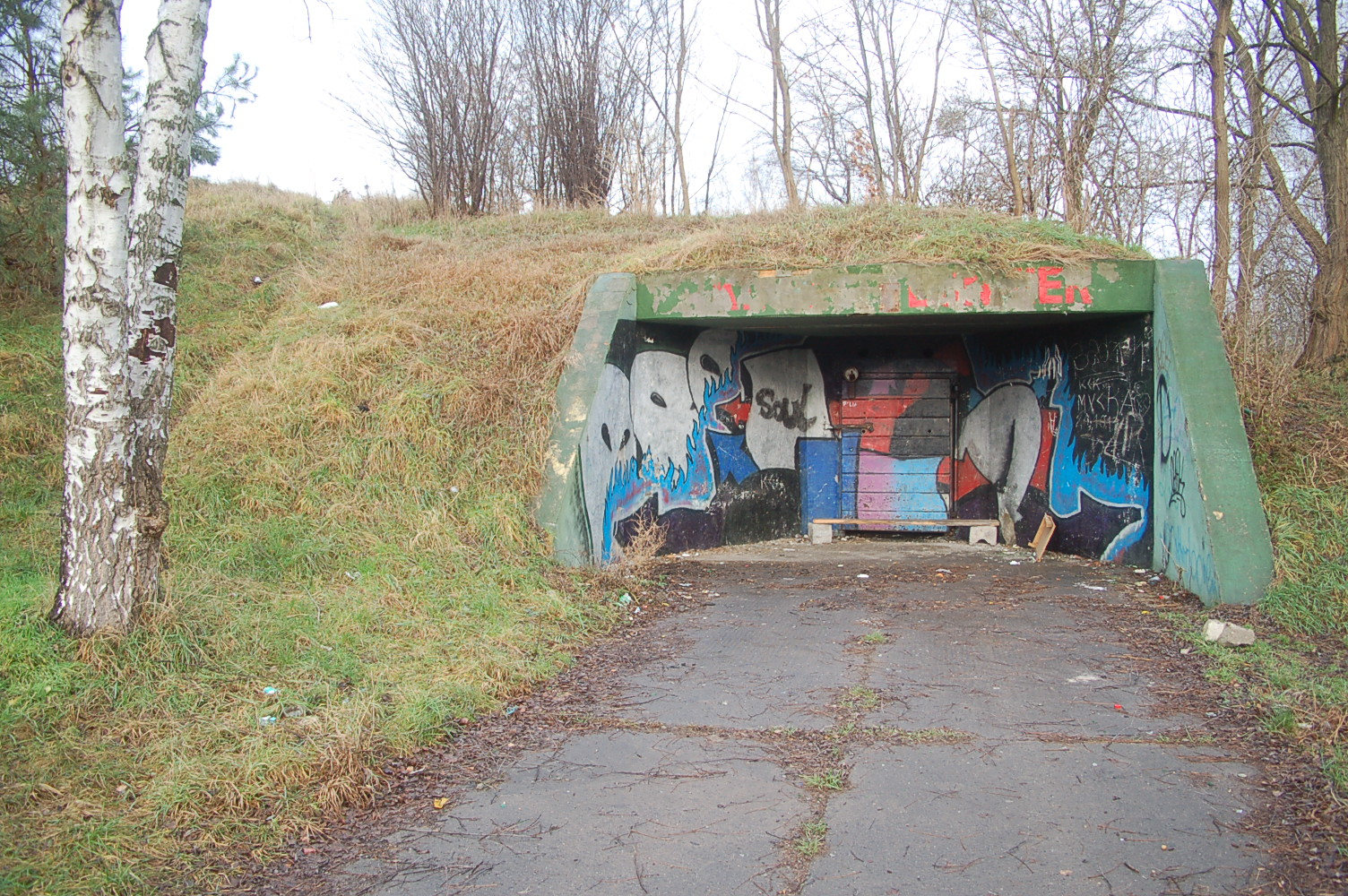
Wejście do osadzonego częściowo w ziemi poradzieckiego schronu dowodzenia

W zachodniej części kompleksu koszarowego zlokalizowany jest schron dowodzenia, zbudowany w czasie pobytu w mieście wojsk radzieckich. Obecnym mieszkańcom bardziej znany jako była dyskoteka „Bunkier” lub schron atomowy.
Obiekt jest budowlą naziemną, nieznacznie zagłębioną w gruncie. Przystosowaną do funkcjonowania w warunkach skażenia radioaktywnego.

## Strzelnica Komarowo

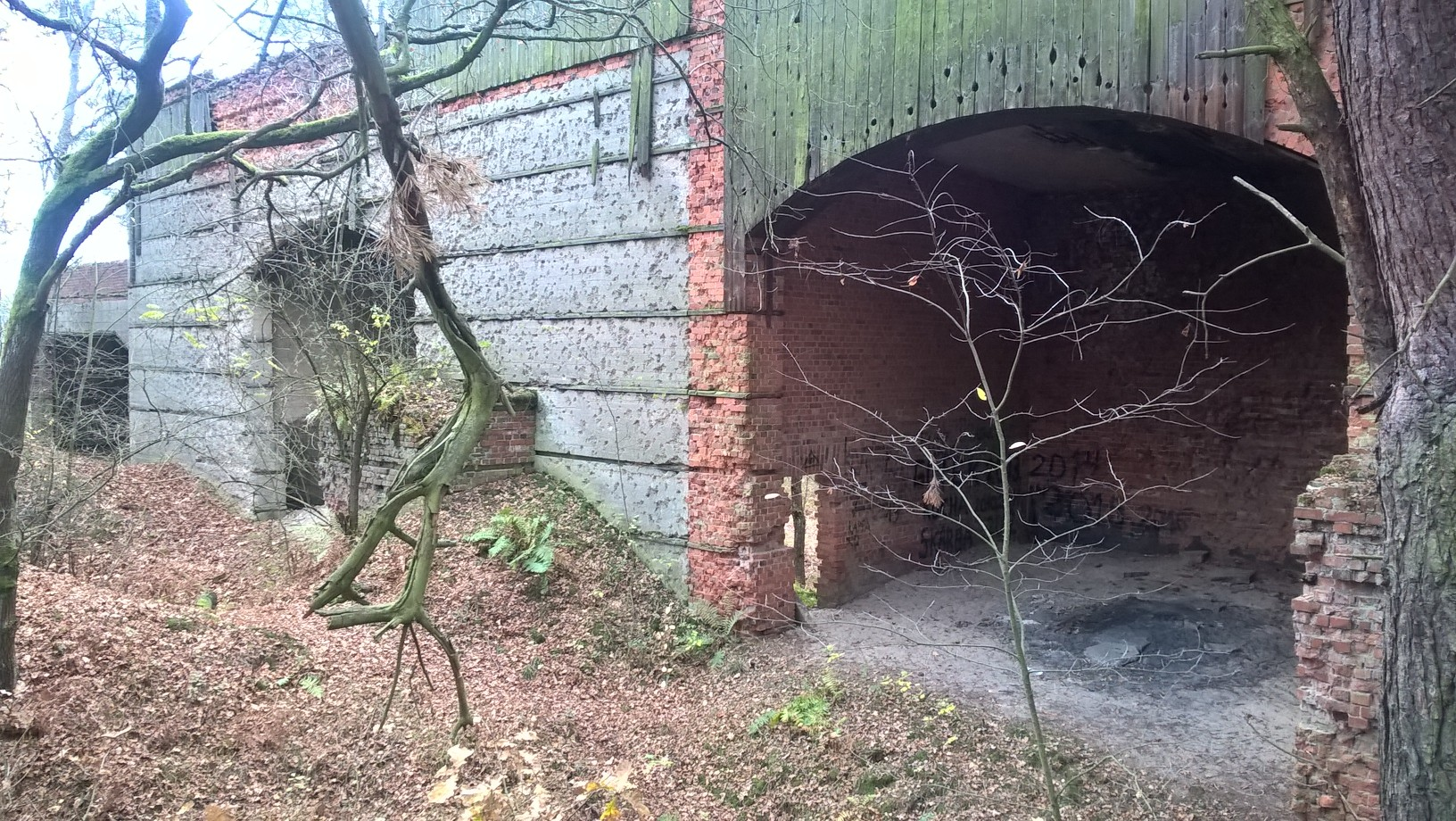
Poniemiecka strzelnica Komarowo w Borach Szprotawskich w 2020

W lesie na południe od miasta w latach 30. XX wieku wzniesiono ośrodek wyszkolenia strzeleckiego piechoty (Schiess-Stand Mückendorf), zajmujący powierzchnię ok. 25 ha. Po 1945 z obiektu korzystała Armia Radziecka.  W XXI wieku kompleks przedstawia się jako ruina, z zachowanymi trzema strzelnicami, ziemnymi kulochwytami i pozostałościami fundamentów po ok. 20 innych budynkach. Na cegłach zarejestrowano historyczne podpisy żołnierzy niemieckich i radzieckich. Teren znajduje się na obszarze administrowanym przez Nadleśnictwo Szprotawa.

## Literatura
- Felix Matuszkiewicz Geschichte der Stadt Sprottau, Sprottau 1908
- Urząd Miejski w Szprotawie Gminna Ewidencja Zabytków Gminy Szprotawa, Szprotawa 2005
- Maciej Boryna Sensacje Ziemi Szprotawskiej, Zielona Góra 2000 (ISBN 83-913508-0-0)